# Oh Honey
"Oh Honey" là tập phim thứ 15 trong phần phim thứ 6 của loạt phim hài kịch tình huống truyền hình dài tập của đài CBS How I Met Your Mother và là tập thứ 127 theo tổng thể loạt phim. Tập phim được công chiếu vào ngày 7 tháng 2 năm 2011.
Tập phim này có sự xuất hiện của nữ ca sĩ người Mỹ Katy Perry với vai trò khách mời, trong vai Honey, một nhân vật ngây thơ mà tập phim này được đặt tên theo.

## Nội dung tập phim

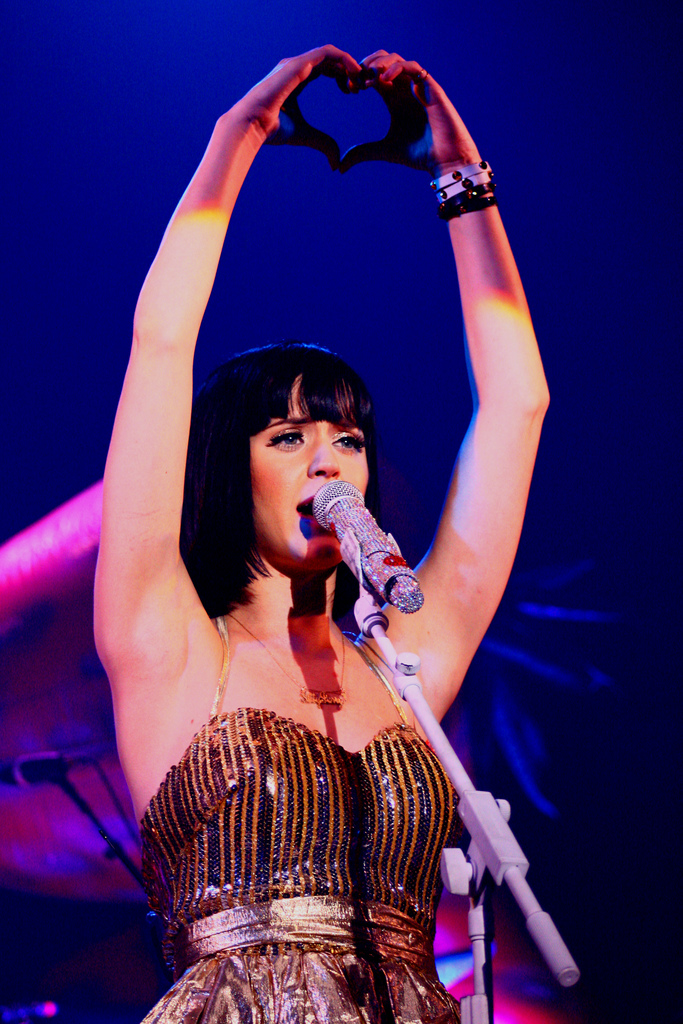
Diễn xuất của Katy Perry được các nhà phê bình tán dương và thắng giải People's Choice Award cho "Diễn viên khách mời được yêu thích nhất".

Với việc Marshall đang ở cùng mẹ anh ở quê nhà trong những ngày bố anh mất, anh bị buộc phải ngóng tin của nhóm bạn mình thông qua nhiều cuộc gọi và mừng rỡ khi được nghe một câu chuyện hấp dẫn diễn ra giữa Ted và Zoey. Robin giải thích về câu chuyện này khi Zoey muốn giới thiệu cô em họ của cô (Katy Perry) cho Ted. Ted Tương lai không tài nào nhớ nổi tên cô ta nên đành phải gọi cô là "Honey", vì lúc đó cô tỏ ra cực kì ngây thơ và dễ thương; khiến những người tiếp xúc với cô phải thốt lên "Oh, Honey". Tại quán rượu MacLaren's, Ted và Honey phải lòng nhau, dù vậy Barney vẫn cố sức quyến rũ cô ta. Ted cuối cùng quyết định để Barney ra về cùng Honey, sau đó phân trần với Robin anh vẫn còn yêu Zoey. Anh cho rằng tình cảm đó nên bị quên lãng, nhất là khi Zoey đã kết hôn, Ted sau đó tự chủ trì một buổi "hội nghị" riêng cho mình, với ý kiến riêng của anh cho rằng anh không nên duy trì tình bạn cùng Zoey. Những người khác không muốn mất một người bạn như Zoey và khuyên Ted nên quên đi tình cảm với cô.
Trở về hiện tại, Marshall nhận được một cuộc gọi khác từ Barney, người kể cho anh nghe một điều lạ lùng diễn ra sau khi qua đêm cùng Honey: ngày hôm sau đó, Barney va phải Zoey và tiết lộ với cô Ted không hề có tình cảm với Honey; khi nghe điều này, Zoey đã ôm chầm lấy Barney. Marshall nhận ra Zoey vẫn còn tình cảm với Ted và gọi Ted ngay sau đó. Trước khi anh nói cho Ted, Ted kể một câu chuyện diễn ra trước đó, khi Zoey đến căn hộ của anh để rủ đi chơi và Ted nói rằng anh không thể hẹn hò với cô thêm lần nào nữa, nhưng không nói lý do vì sao. Lily sau đó gọi cho Marshall, nói rằng Ted đã giải thích với Zoey lý do không thể hẹn hò là vì Lily ghét cô ta. Zoey tìm đến Lily và hỏi lý do vì sao; Lily ban đầu không muốn đối mặt chuyện này, nhưng vô tình bịa ra lý do để hai người không thể hẹn hò là do Robin ghét cô ta. Robin sau đó cũng nói dối rằng Marshall ghét cô ta, vì cho rằng Zoey chưa hề gọi cho Marshall sau khi bố anh mất.
Trong lúc đó, Honey gọi cho Marshall, vì Barney bỏ quên chiếc điện thoại trong phòng của cô. Honey tiết lộ rằng Barney vô cùng đau khổ và bật khóc sau khi cô hỏi về bố của anh ta (bằng việc nói câu "Who's your Daddy?"); Barney cố gắng liên lạc với anh nhưng vẫn chưa nhận được phản hồi. Nhớ lại chuyện lúc nãy của Lily khi nói rằng Zoey đang trải qua một thời kì khó khăn, Marshall giả vờ làm bác sĩ trị liệu của Zoey và Honey tiết lộ Zoey đã li hôn với chồng cũ, The Captain, cũng như có riêng căn hộ cho mình. Trong khi Marshall giải thích tình thế vụ việc cho mẹ và anh trai của anh (cả hai đều nghe lén điện thoại của Marshall trong suốt tập phim), Zoey gặp mặt Ted, yêu cầu được biết lý do thật mà anh không muốn đi chơi cùng cô nữa. Ted khẳng định là anh ghét cô và bắt đầu xuyên tạc những điều mà anh thật tâm thích về cô với giọng điệu châm biếm. Marshall gọi riêng cho cả Zoey và Ted, xác nhận tình cảm của cả hai và cũng nói cho Ted biết về việc Zoey li hôn, cả hai sau đó ôm lấy nhau và hôn nhau.

## Việc sản xuất
Katy Perry cho phát hành hai video trên tài khoản YouTube của cô.

## Blog của Barney
Barney liệt ra 10 tình huống mà anh cho rằng là tín hiệu của một người phụ nữ đang dùng chiêu "làm kiêu" với đàn ông.

## Trong văn hóa đại chúng
- Marshall dùng những thẻ bài Clue tượng trưng cho 5 nhân vật trong tập phim (Ted là Professor Plum, Barney là The Reverend Green, Zoey là Mrs. White, Honey là Miss Scarlet và Robin là Mrs. Peacock), mà trong tập phim, họ được gọi bằng tên những màu sắc riêng biệt của họ. Marshall cũng gọi The Captain là Colonel Mustard; trong khi ông không hề xuất hiện trong tập phim này, lần xuất hiện tiếp theo của ông là ở tập "Garbage Island" khi ông đang mặc một chiếc áo màu vàng, được xem như là một sự liên kết đến tập phim này.[1]
- Honey từng bị lừa được xuất hiện trong loạt phim Lost, khi phim kết thúc vào thời điểm tập phim này diễn ra. Cô nói phần thi tuyển vai của mình là ở đằng sau một quán KFC.
- Khẳng định của Honey về chuyện hoàng tử của xứ Nigeria truy lùng mã An sinh xã hội của cô là một sự châm biếm từ vụ việc Lừa đảo tài chính quốc tế.
- Judy Eriksen, mẹ của Marshall, nhắc đến việc mua sắm ở Byerly's, một chuỗi các siêu thị thịnh hành tại Minnesota. Marcus nhờ bà mua thêm bánh Bugles.
- Marshall, trong lúc nói chuyện với Robin, nhắc đến một vụ cạnh tranh sâu sắc giữa Minnesota và Wisconsin khi anh hét vào điện thoại về cách xử sự nhã nhặn và chuyện về cách xã giao.

## Đánh giá chuyên môn
Donna Bowman từ The AV Club cho tập phim này điểm A-, cho rằng câu chuyện của nụ hôn đầu của Zoey và Ted và những cuộc trò chuyện giữa các cú điện thoại là không cần thiết để khiến khán giả chú ý trong tập phim. Cô cũng cho rằng những trò đùa trong tập phim rất giống kiểu của người ở khu vực Trung đông.
DeAnn Welker từ Television Without Pity cũng cho tập phim này điểm A-. Eric Goldman từ IGN cho tập phim này 7.5 điểm.

## Giải thưởng
- 2012 - People's Choice Award cho "Diễn viên khách mời được yêu thích nhất": Katy Perry (Thắng giải)